# Jens Zimmermann (General)
Jens Zimmermann (* 15. Mai 1947 in Cuxhaven) ist ein Brigadegeneral außer Dienst des Heeres der Bundeswehr und war zuletzt von April 2003 bis Juni 2006 Kommandeur Zentrum für Verifikationsaufgaben der Bundeswehr in Geilenkirchen.

## Leben

### Ausbildung und erste Verwendungen
Nach dem Abitur 1966 trat Zimmermann am 1. November 1966 als Offizieranwärter in die Bundeswehr ein und durchlief die Offizierausbildung zum Offizier des Truppendienstes der Pioniertruppe. Von Dezember 1969 bis Mai 1978 war er Zugführer, S2-Offizier (Militärisches Nachrichtenwesen) und Kompaniechef im Panzerlehrbataillon 94 in der Schulz-Lutz-Kaserne in Munster.

### Dienst als Stabsoffizier
Von 1978 bis 1980 absolvierte Zimmermann an der Führungsakademie der Bundeswehr in Hamburg im 21. Generalstabslehrgang Heer die Ausbildung zum Offizier im Generalstabsdienst und anschließend bis 1981 die französische Generalstabsausbildung in Paris. Bis 1983 war er G4 (Logistik) der Panzerbrigade 12 in Amberg und bis 1985 G3-Stabsoffizier (French Planner) bei der Central Army Group in Heidelberg. Von 1985 bis 1987 war Zimmermann Bataillonskommandeur des Panzerbataillons 203 in der Blücher-Kaserne in Hemer (heute Augustdorf) und danach bis 1989 Referent im Bundeskanzleramt in Bonn. Von 1989 bis 1993 war er Leiter des Deutschen Anteils BMVg im Ständigen Sekretariat des Deutsch-Französischen Sicherheits- und Verteidigungsrates in Paris und im Folgenden bis 1995 Chef des Stabes der 10. Panzerdivision in Sigmaringen (heute Veitshöchheim), die in dieser Zeit mit dem Wehrbereichskommando V fusionierte. Bis 1999 war Zimmermann Arbeitsbereichsleiter Europa im Planungsstab des Bundesministers der Verteidigung in Bonn und von September 1999 bis 2003 Verteidigungs- und Heeresattaché an der Deutschen Botschaft Paris.

### Dienst als General
Ab 2003 war Zimmermann Kommandeur Zentrum für Verifikationsaufgaben der Bundeswehr in der Selfkant-Kaserne in Geilenkirchen. Im Juni 2006 wurde er in den Ruhestand versetzt.

## Privates
Zimmermann ist verheiratet und hat zwei Kinder.